# Hamdullah Nomani
Hamdullah Nomani (ps. حمد اللہ نعمانی, ur. w 1968 w Sipayaw, Ghazni) – talibski polityk, burmistrz Kabulu od 2021 oraz w latach 1996–2001, minister rozwoju miast od 2022 roku, a wcześniej także minister szkolnictwa wyższego.
Od 2014 roku objęty jest sankcjami Rady Bezpieczeństwa ONZ.

## Życiorys
W proklamowanym przez talibów w 1996 roku Islamskim Emiracie Afganistanu był ministrem szkolnictwa wyższego. Został także deputowanym do Najwyższej Rady Talibskiej. W tym samym roku powołano go na burmistrza Kabulu, którym pozostał do 2001 roku. W 2014 roku Rada Bezpieczeństwa ONZ objęła go sankcjami w związku z jego zaangażowaniem we władze talibów.
24 sierpnia 2021 roku, po ponownym przejęciu władzy w Afganistanie przez talibów, został powtórnie powołany na stanowisko burmistrza Kabulu. Zastąpił na tym stanowisku Mohammada Dauda Sultanzoy'a. 10 kwietnia 2022 roku został zaprzysiężony na stanowisku ministra rozwoju miast.